# St. Marys (Virgínia de l'Oest)
St. Marys és una població dels Estats Units a l'estat de Virgínia de l'Oest. Segons el cens del 2000 tenia 2.017 habitants.

## Demografia
Segons el cens del 2000, St. Marys tenia 2.017 habitants, 879 habitatges, i 588 famílies. La densitat de població era de 802,9 habitants per km².
Dels 879 habitatges en un 29,2% hi vivien nens de menys de 18 anys, en un 52% hi vivien parelles casades, en un 11,3% dones solteres, i en un 33% no eren unitats familiars. En el 30,9% dels habitatges hi vivien persones soles el 18,8% de les quals corresponia a persones de 65 anys o més que vivien soles. El nombre mitjà de persones vivint en cada habitatge era de 2,29 i el nombre mitjà de persones que vivien en cada família era de 2,81.
Per edats la població es repartia de la següent manera: un 22,2% tenia menys de 18 anys, un 7,1% entre 18 i 24, un 25,4% entre 25 i 44, un 24,5% de 45 a 60 i un 20,8% 65 anys o més.
L'edat mediana era de 42 anys. Per cada 100 dones de 18 o més anys hi havia 84,3 homes.
La renda mediana per habitatge era de 30.755 $ i la renda mediana per família de 37.621 $. Els homes tenien una renda mediana de 31.000 $ mentre que les dones 21.522 $. La renda per capita de la població era de 17.206 $. Entorn del 12,8% de les famílies i el 15,3% de la població estaven per davall del llindar de pobresa.